# Carles Velat i Abella

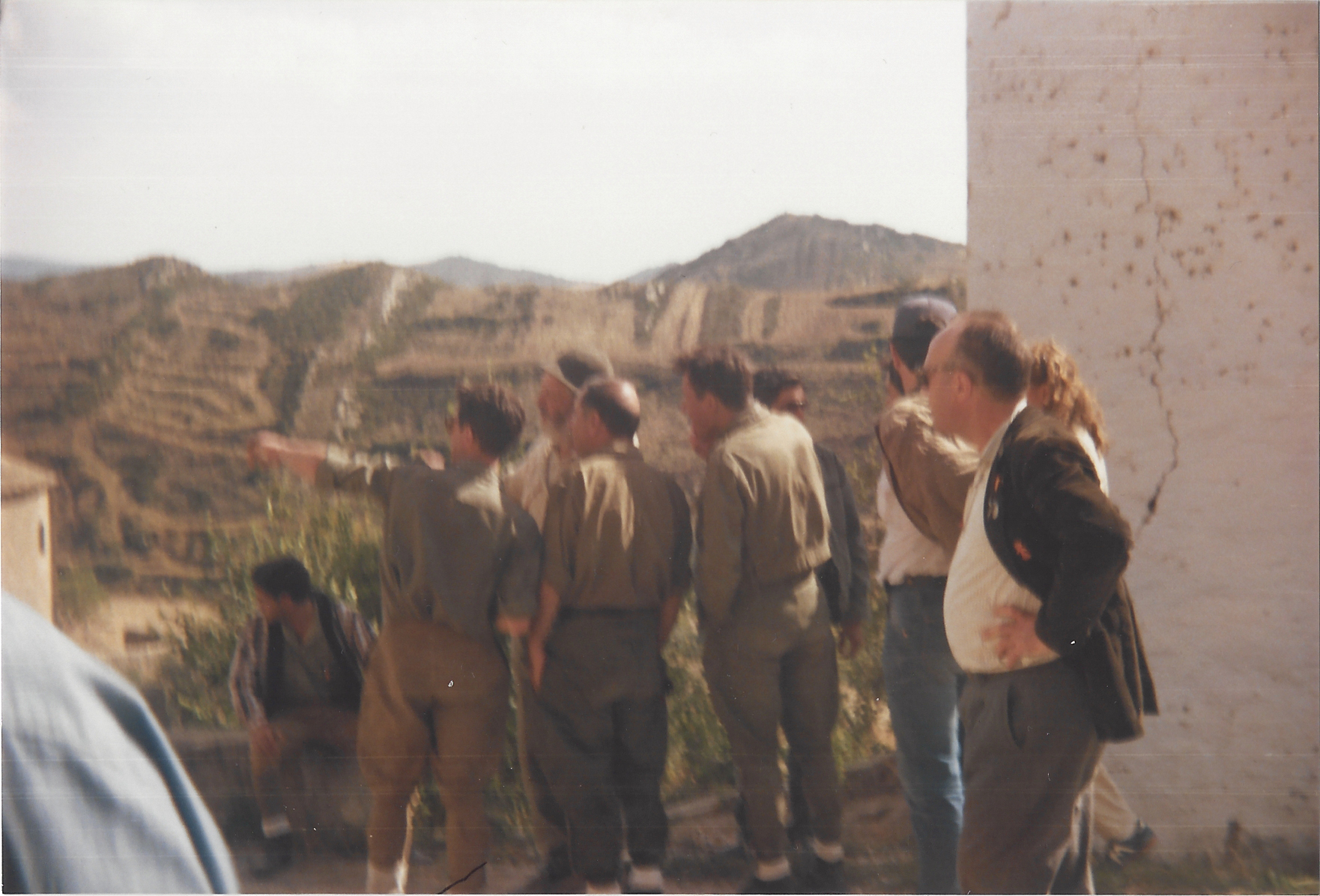
Fotograma de la pel·lícula La vaquilla.

Carles Velat i Abella (Barcelona, 3 de novembre del 1946 - 24 d'agost de 2016) fou un actor de cinema, teatre i doblatge català.

## Biografia
Velat va començar fent teatre universitari, i a finals dels anys 60 es va apuntar a l'escola de teatre Adrià Gual, on coincidí amb Ricard Salvat, Josep Montanyès i Fabià Puigserver, entre d'altres. Va participar en diferents muntatges teatrals, sobretot a Barcelona, però també a Madrid, on va treballar amb Fernando Fernán Gómez. Als anys 70 va iniciar la carrera cinematogràfica amb papers a pel·lícules com L'obscura història de la cosina Montse (Jordi Cadena, 1977) i Mi hija Hildegart (Fernando Fernán Gómez, 1977). Paral·lelament, va actuar en sèries de televisió com La saga dels Rius.
La popularitat de Carles Velat va consolidar-se a principi dels 80, amb sèries com Les Guillermines del rei Salomó, Carme i David, cuina, menjador i llit i el Digui, digui..., i pel·lícules com La vaquilla (Luis García Berlanga, 1985). Als anys 90 va actuar a la sèrie La Rosa, i després d'uns anys d'inactivitat va tornar amb films com El gran Vázquez (Óscar Aibar, 2010) i obres de teatre com Agost, al Teatre Nacional.

## Teatre
- 1967. Un sabor a miel de Shelagh Delaney. Representada a l'Institut d'Estudis Nord-americans de Barcelona.
- 1970, novembre. El Knack o qui no té grapa no engrapa d'Ann Jellicoe. Traducció de Terenci Moix. Direcció de Ventura Pons. Estrenada al teatre CAPSA de Barcelona.
- 1973. Berenàveu a les fosques de Josep Maria Benet i Jornet. Estrenada al teatre CAPSA de Barcelona.
- 1974. El criat de dos amos de Carlo Goldoni. Traducció de Joan Oliver. Estrenada al teatre Espanyol de Barcelona.
- 1976, maig. Mandarina mecánica. Direcció: Josep Torrents, amb Marta Angelat, Víctor Petit i Antonio Lara. Estrenada al Cafè-teatre Cal·líope de Barcelona.
- 2010, novembre. Agost de Tracy Letts. Direcció: Sergi Belbel, amb Anna Lizaran, Emma Vilarasau, Maife Gil, Abel Folk. Estrenada al Teatre Nacional de Catalunya de Barcelona.

## Filmografia
- 1978. L'obscura història de la cosina Montse. Director: Jordi Cadena.
- 1979. Companys, procés a Catalunya. Director: Josep Maria Forn.
- 1980. En que lío me han metido. Director: Enrique Guevara.
- 1981. Barcelona sud. Director: Jordi Cadena.
- 1981. Las aventuras de Zipi y Zape. Director: Enrique Guevara.
- 1981. La cripta. Director: Cayetano del Real.
- 1982. En busca del polvo perdido. Director: Enrique Guevara.
- 1982. Tres por cuatro. Director: Manuel Iborra.
- 1983. No me toques el pito que me irrito. Director: Ricard Reguant.
- 1983. El pan debajo del brazo. Director: Mariano Ozores, fill.
- 1985. La vaquilla. Director: Luis García Berlanga.
- 1985. Sé infiel y no mires con quién. Director: Fernando Trueba.
- 1988. El baile del pato. Director: Manuel Iborra.
- 1991. Les aparences enganyen. Director: Carles Balagué
- 2010. El gran Vázquez. Director: Óscar Aibar.
- 2010. Capa caída. Director: Santiago Alvarado.

## Televisió
- 1981. Les Guillermines del rei Salomó (TVE, Catalunya), amb Guillermina Motta.
- 1984. Carme i David. Cuina, menjador i llit (TV3) de Terenci Moix. Director: Orestes Lara.